# Holger Damgaard

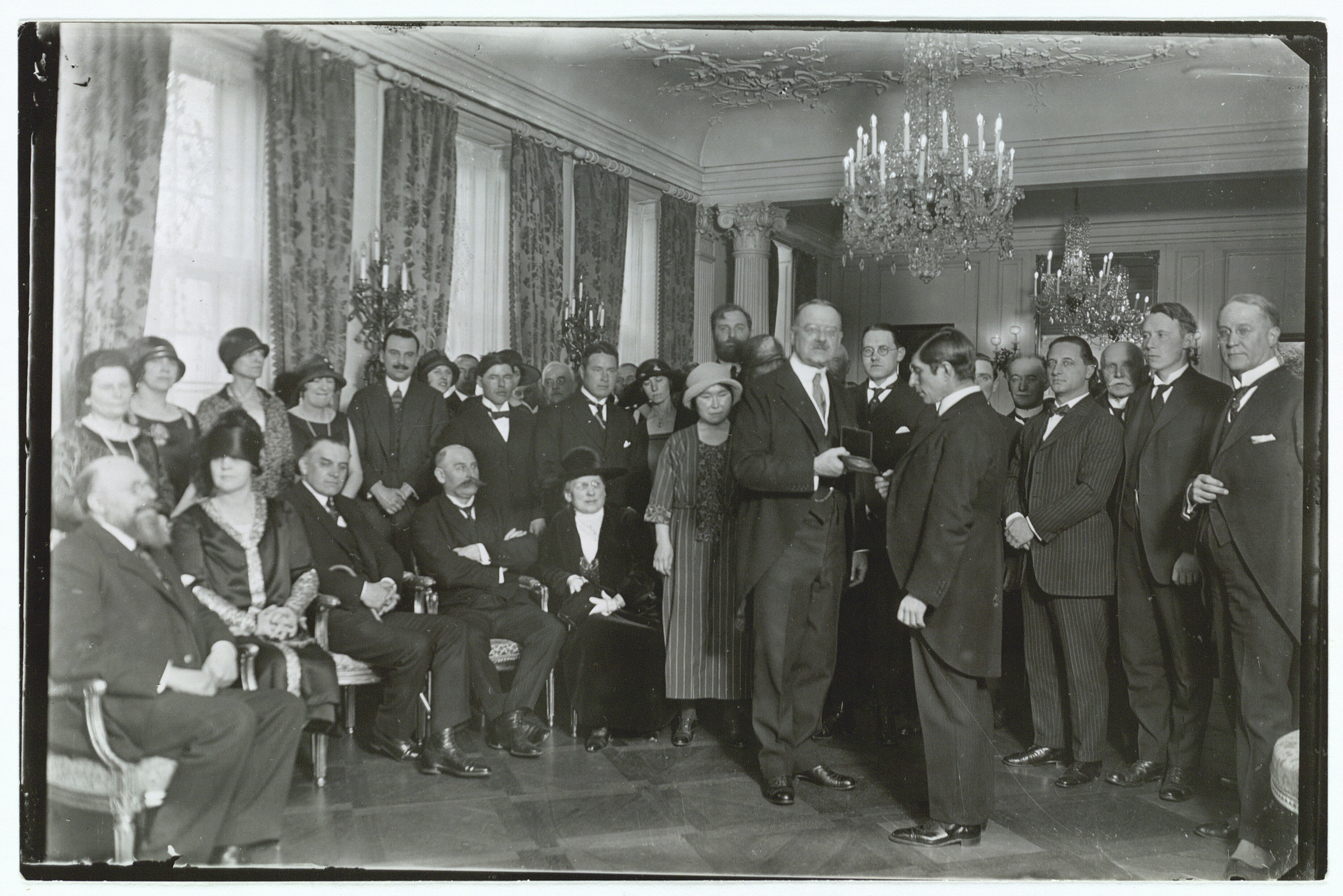
Holger Damgaard: Dánský polární badatel Knud Rasmussen přebírá zlatou medaili Charleyho P. Darbyho od amerického velvyslance v Dánsku pana Prince

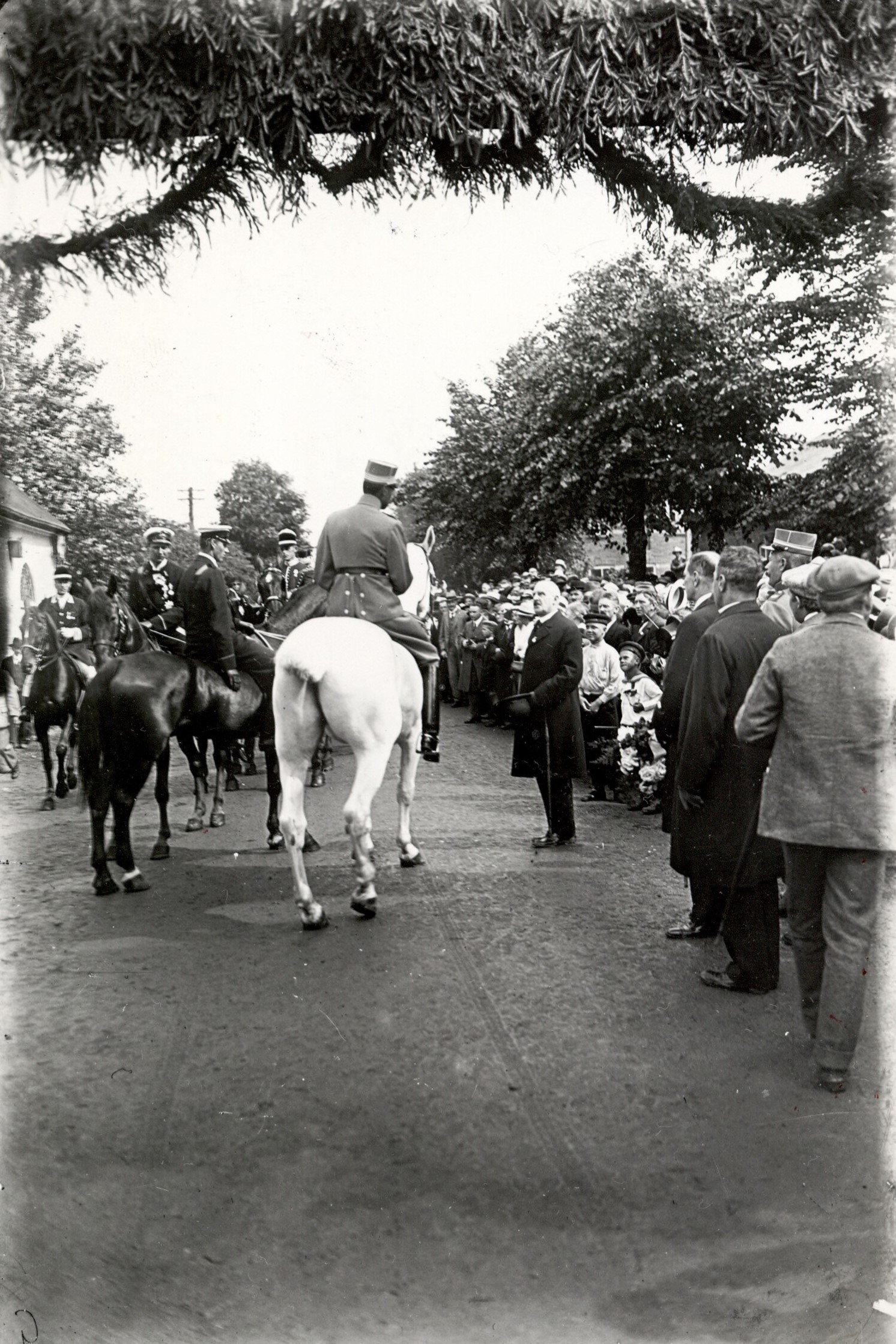
Holger Damgaard: Král Kristián X. vjíždí do jižního Jutska v roce 1920

Holger Damgaard (24. července 1870 – 15. ledna 1945) byl dánský fotograf. Od prosince 1908 pracoval pro Politiken jako první novinářský fotograf v Dánsku. Byl také spoluzakladatelem a prvním prezidentem Dánské unie novinářských fotografů (Pressefotografforbundet).

## Životopis
Damgaard se narodil v Ribe jako syn knihkupce Antona Jensena Damgaarda (1838–1885) a Marie Sophie Eriksenové (narozené 1850). Obchodní vzdělání získal ve Varde a poté odcestoval do New Yorku, kde se živil například výukou jízdy na kolečkových bruslích.

## Fotografie
V New Yorku si Damgaard jako nadšený amatérský fotograf všiml důležité role, kterou fotožurnalisté hráli v amerických médiích. Po návratu do Dánska se mu od roku 1900 podařilo prodat řadu fotografií týdeníku Hver 8. Dag. Obzvláště si oblíbil techniku autotypie, která v Dánsku získala popularitu kolem roku 1897. V prosinci 1908 přesvědčil Henrika Cavlinga, aby v Politikenu zavedl autotypii. Dne 7. prosince 1908 se Damgaardova fotografie zachycující skupinu dětí před obchodem s hračkami stala první autotypií, která se objevila v dánských novinách. Damgaard byl následně Politikenem najat na trvalý pracovní poměr. Další významný vydavatel novin De Ferslewske Blade najal Th. Larsena, který později pracoval pro Berlingske Tidende. Damgaard, Aagaard, Larsen a tři další fotožurnalisté založili v roce 1912 Dánskskou unii novinářských fotografů, jehož prvním prezidentem byl Damgaard. Byl známý svou krátkou reakční dobou, často přijížděl svým sportovním vozem a často lezl po vysokých konstrukcích, aby získal co nejlepší úhel záběru, což mu mezi kolegy vyneslo přezdívku tårnuglen (sova pálená, doslova „věžní sova“). Do důchodu odešel v sedmdesáti letech bez jediného dne nemoci.

## Pozadí
Od počátku 20. století začali dánští fotografové projevovat zájem o sportoviště a koupaliště, kde mohli fotografovat ženy v lehkém oblečení. Helgoland, oblíbené koupaliště na předměstí Kodaně, lákalo řadu fotografů včetně Holgera Damgaarda, Petera Elfelta, Mary Willumsenové, Julia Aagaarda nebo Sophuse Junckera-Jensena.

## Osobní život
Damgaard si vzal Ellenu Karenu Paulinu Paulsen Samsøe (1. března 1879 - 25. června 1957). Zemřel 15. ledna 1945 v Ringstedu ve věku 74 let a je pohřben na hřbitově Solbjerg.

## Dědictví
Více než 30 000 Dangaardových negativů je uloženo v Dánské královské knihovně.

## Galerie

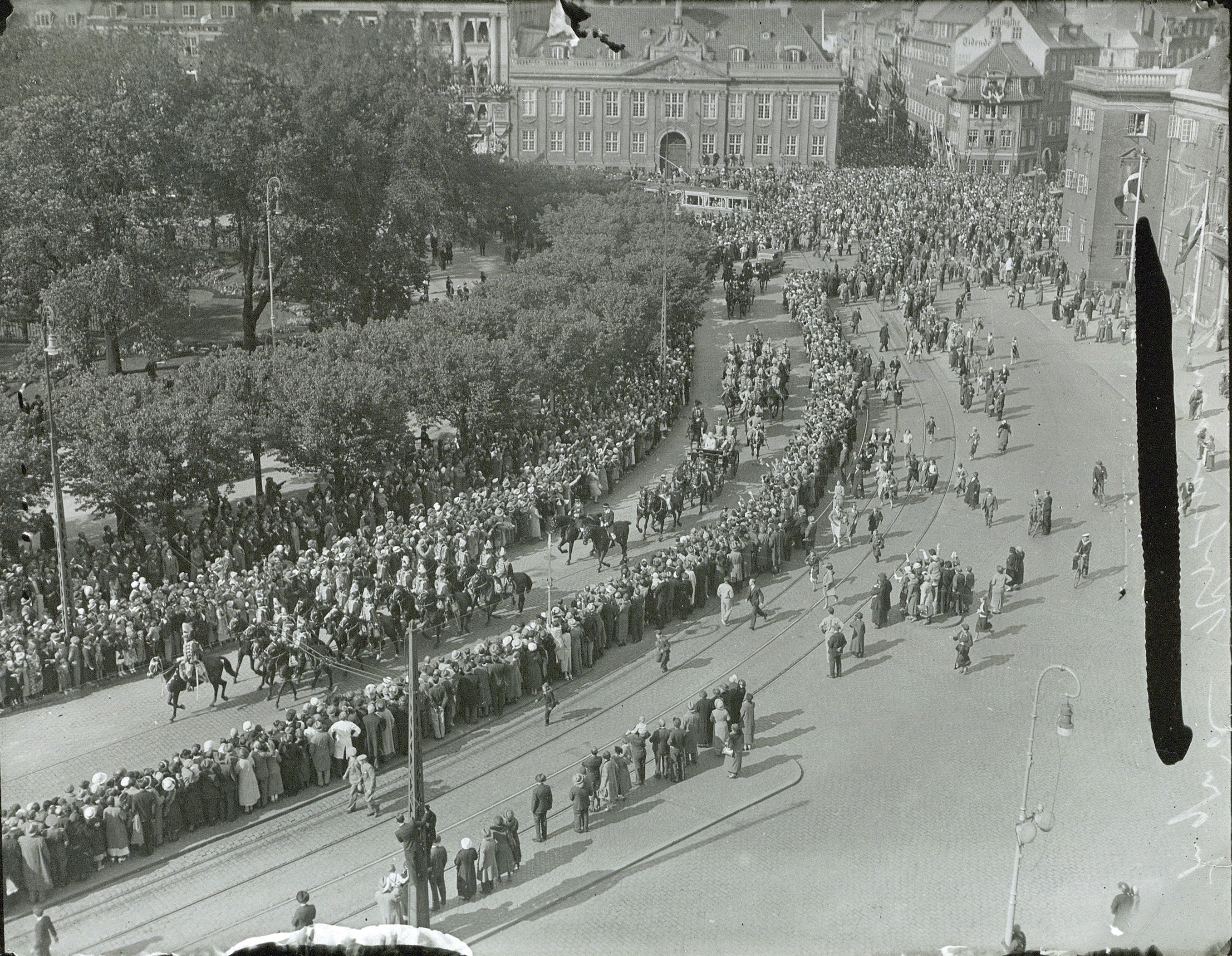
Svatba korunního prince Frederika a princezny Ingrid 24. května 1935. Průvod s královským párem v kočáře projíždí přes Kongens Nytorv.
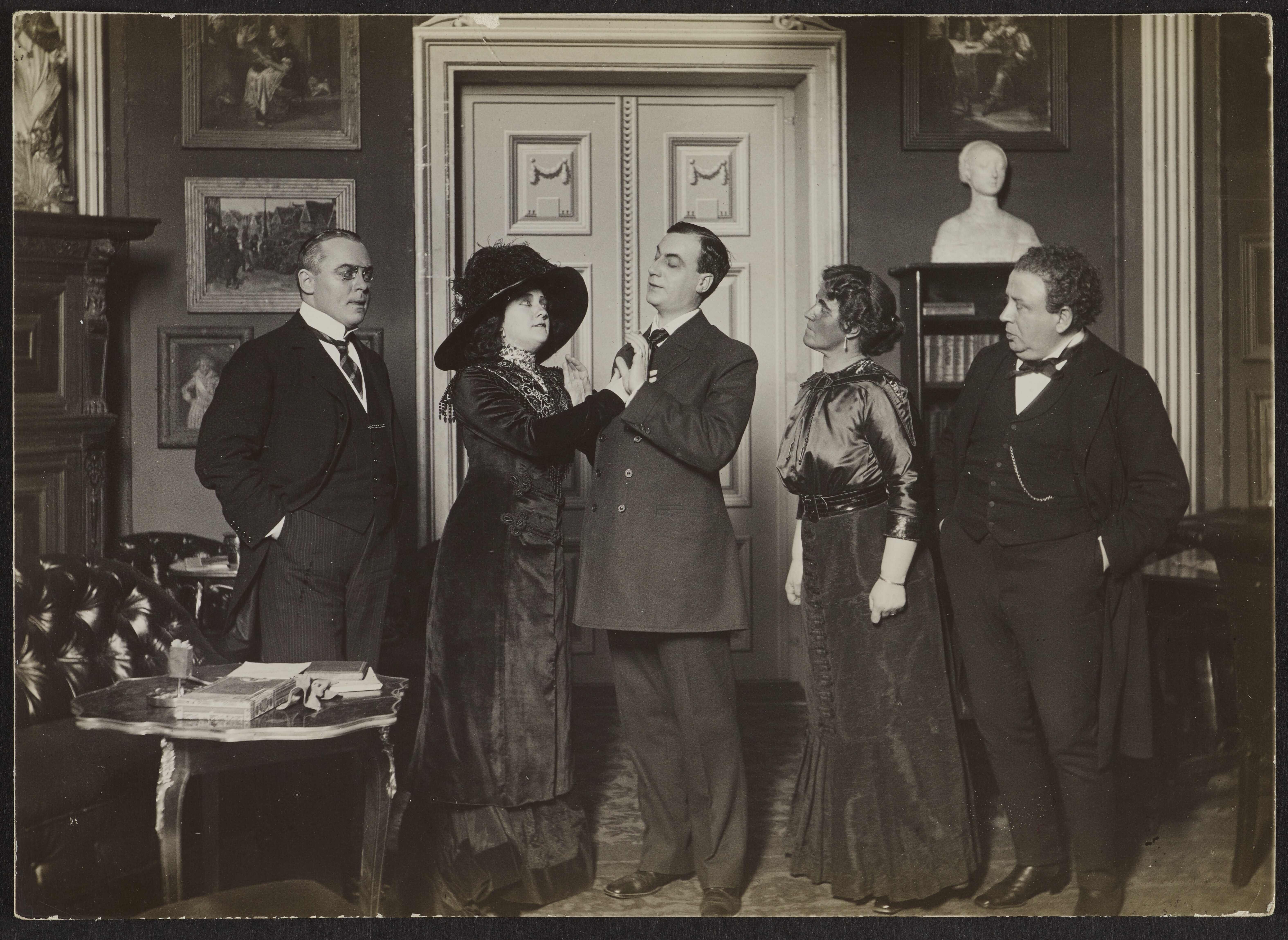
Dánská verze Felixova Saltena „Vom andern Ufer“, která se skládá ze tří jednoaktovek. Folketeatret „Fra den anden Bred“ 3. hra „Tilbage fra den anden Bred“ zleva doprava: pan Ringheim, paní Blom, pan Albrecht Schmidt, paní Sigrid Neiiendam, pan Bewer. Premiéra proběhla v roce 1911 v divadle Folketeatret.
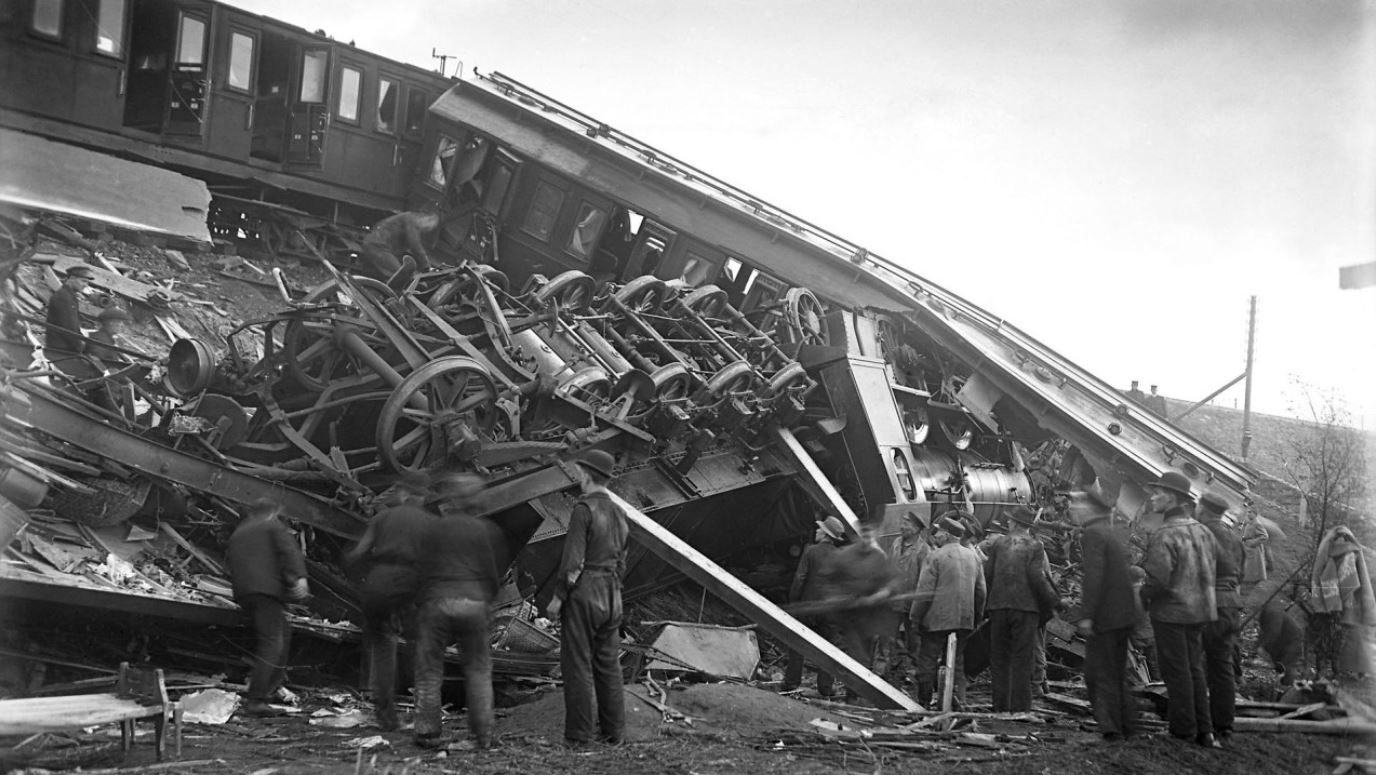
Zničené lokomotivy a vagony při nehodě ve Vigerslevu v roce 1919
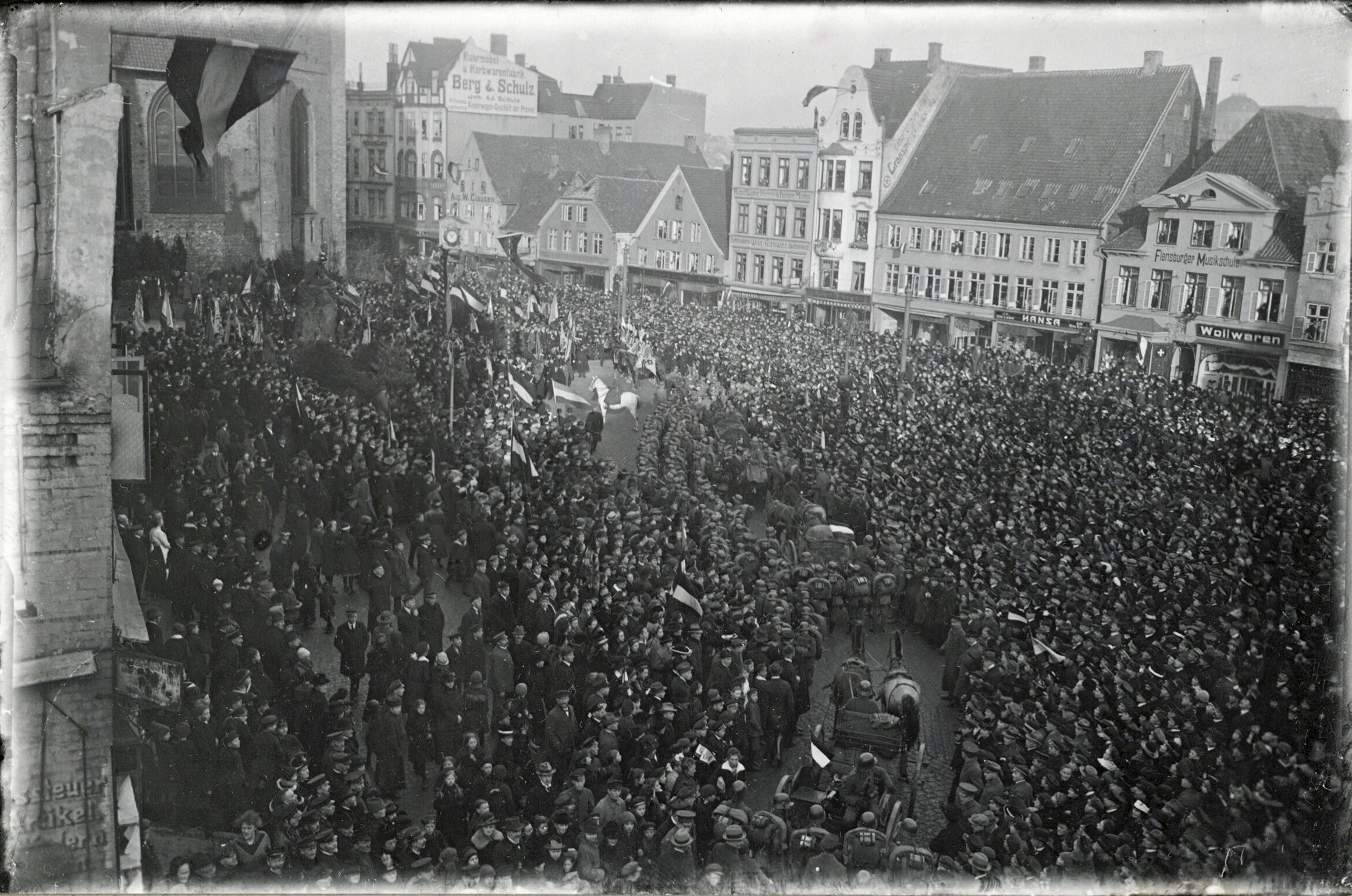
Německé jednotky opouštějí Flensburg 24. ledna 1920. Stažení německých jednotek z oblasti Šlesvicka po první světové válce, v souvislosti s plebiscitem o připojení Severního Šlesvicka k Dánsku.
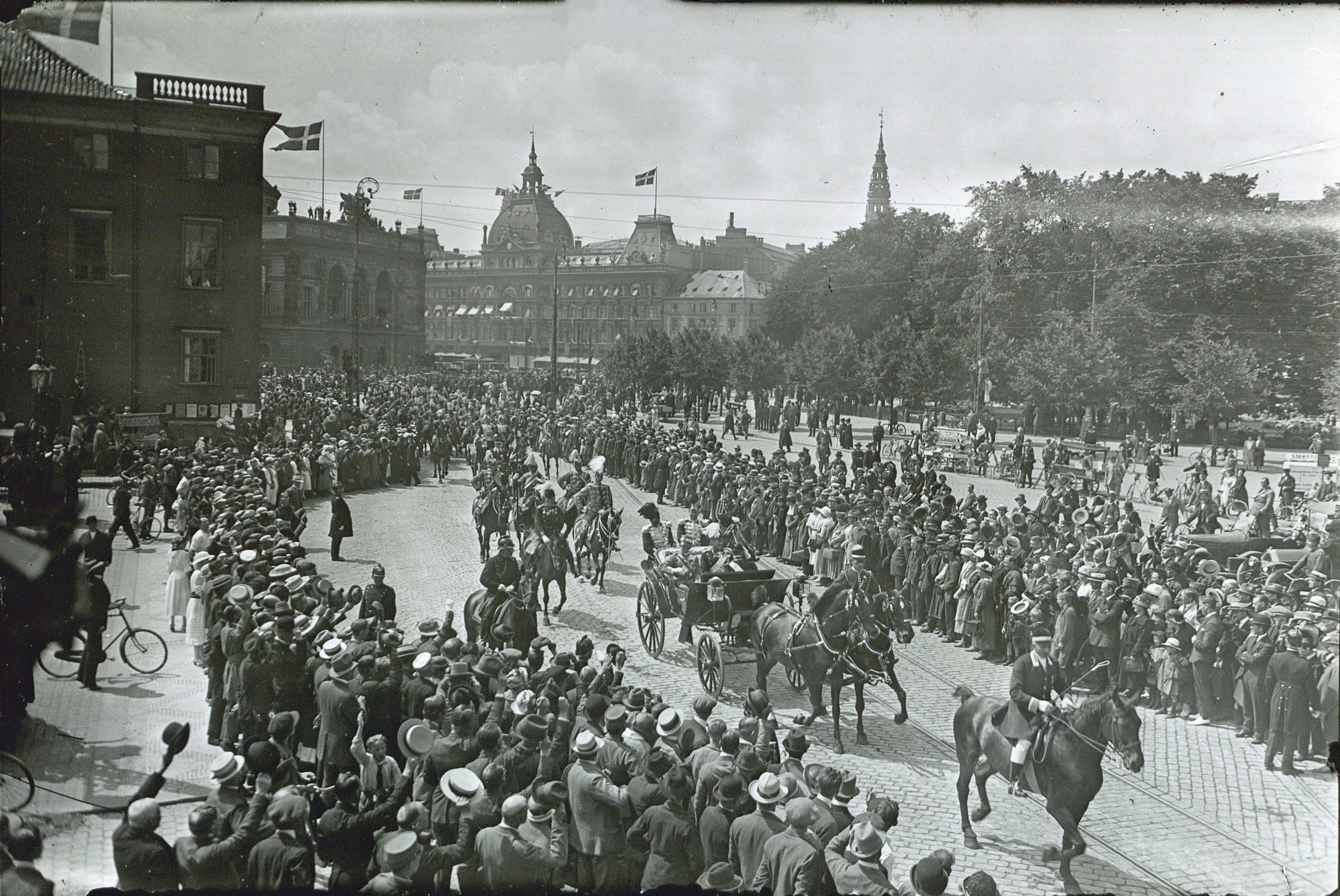
Návštěva italského královského páru v Kodani ve dnech 21.–23. června 1922. Průvod projíždí přes Kongens Nytorv.
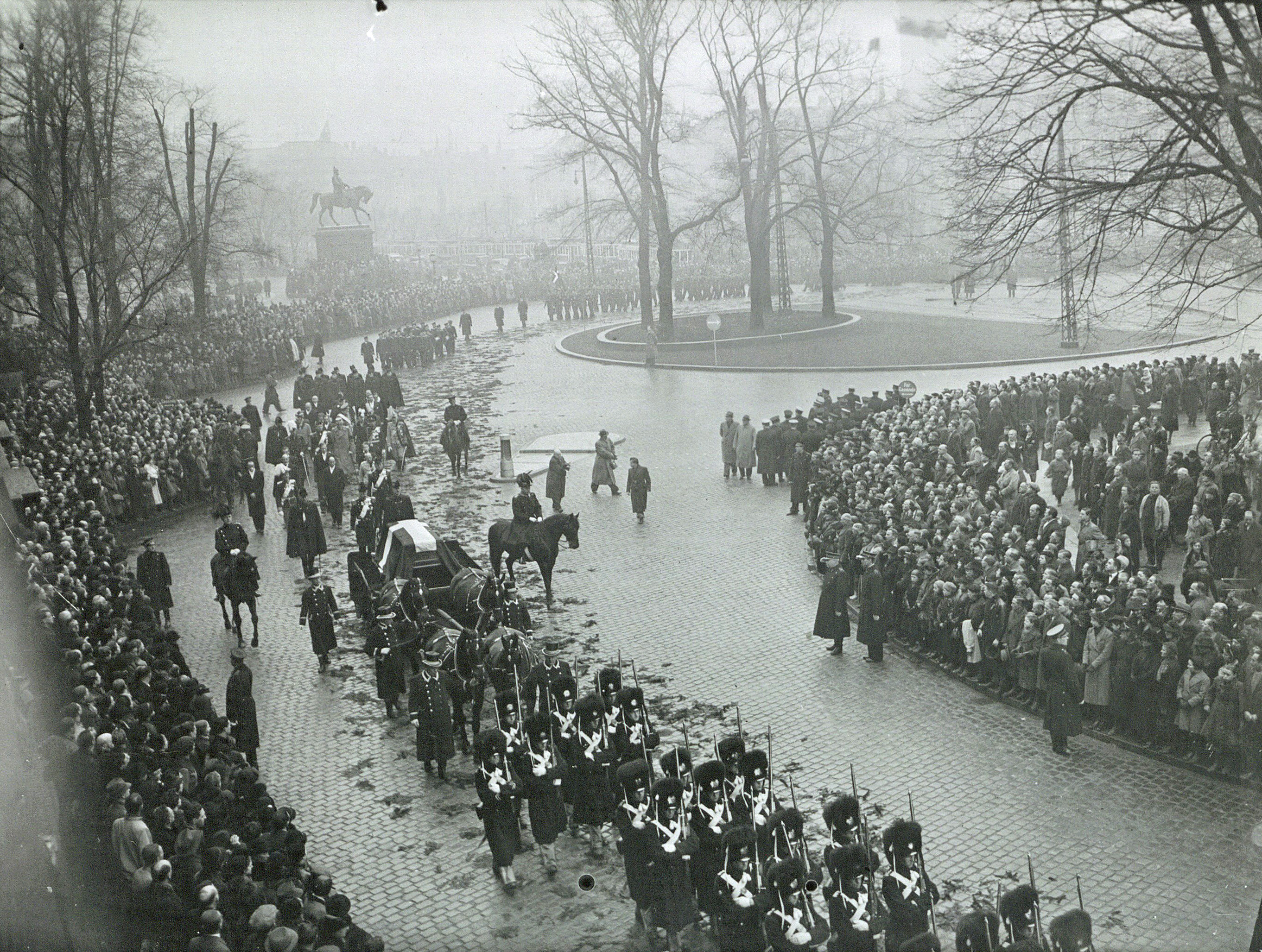
Pohřeb prince Valdemara, 18. ledna 1939. Pohřební průvod opouští zámecké náměstí (Slotspladsen).
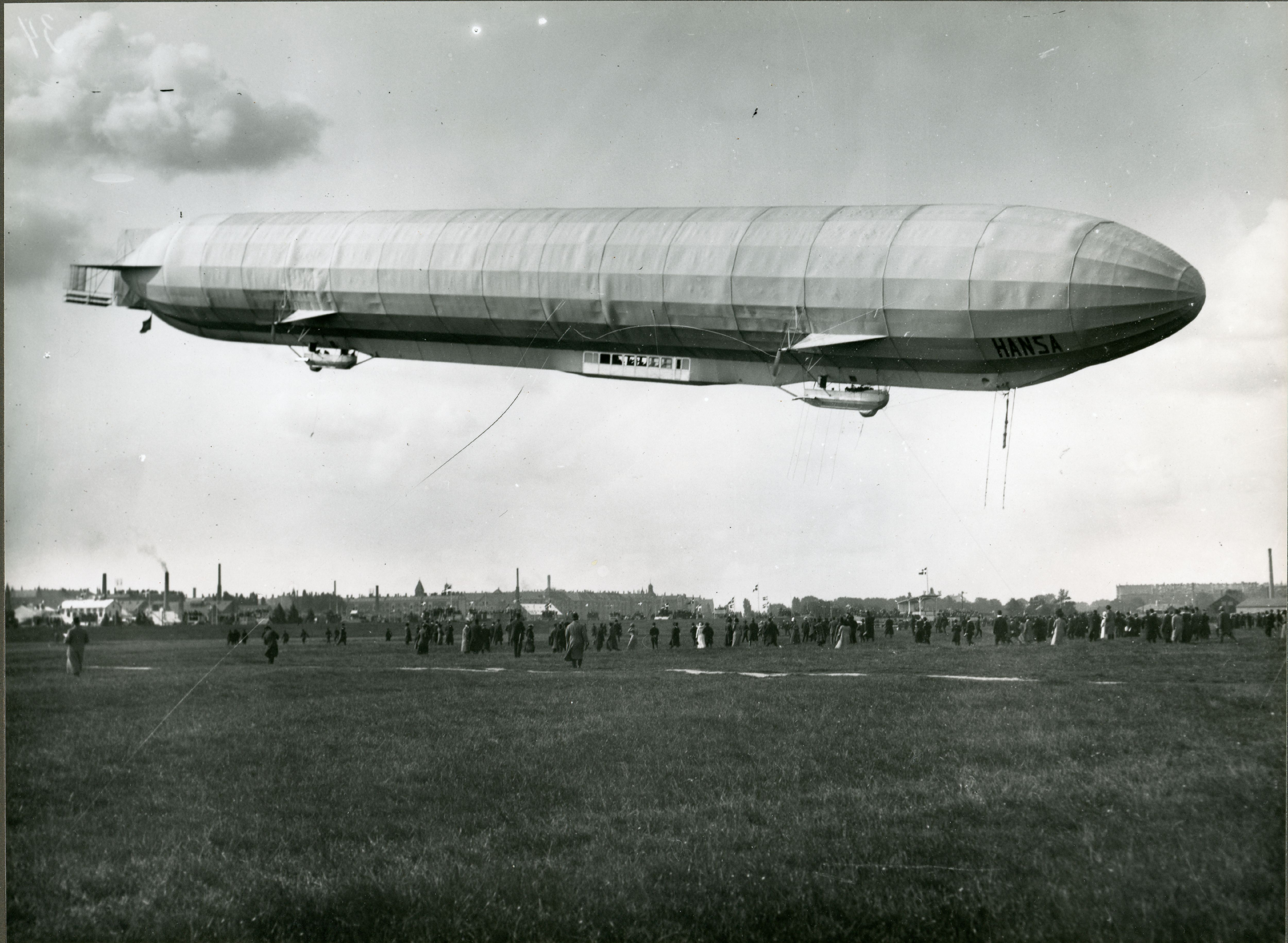
Vzducholoď „Hansa“ přistává na letišti Aerodromen dne 19. září 1912. Dánská aeronautická společnost ve spolupráci se Zeppelinovou společností zorganizovala návštěvu s přistáním vzducholodi „Hansa“. Přistání se uskutečnilo na letišti, kde se sešly desetitisíce diváků.
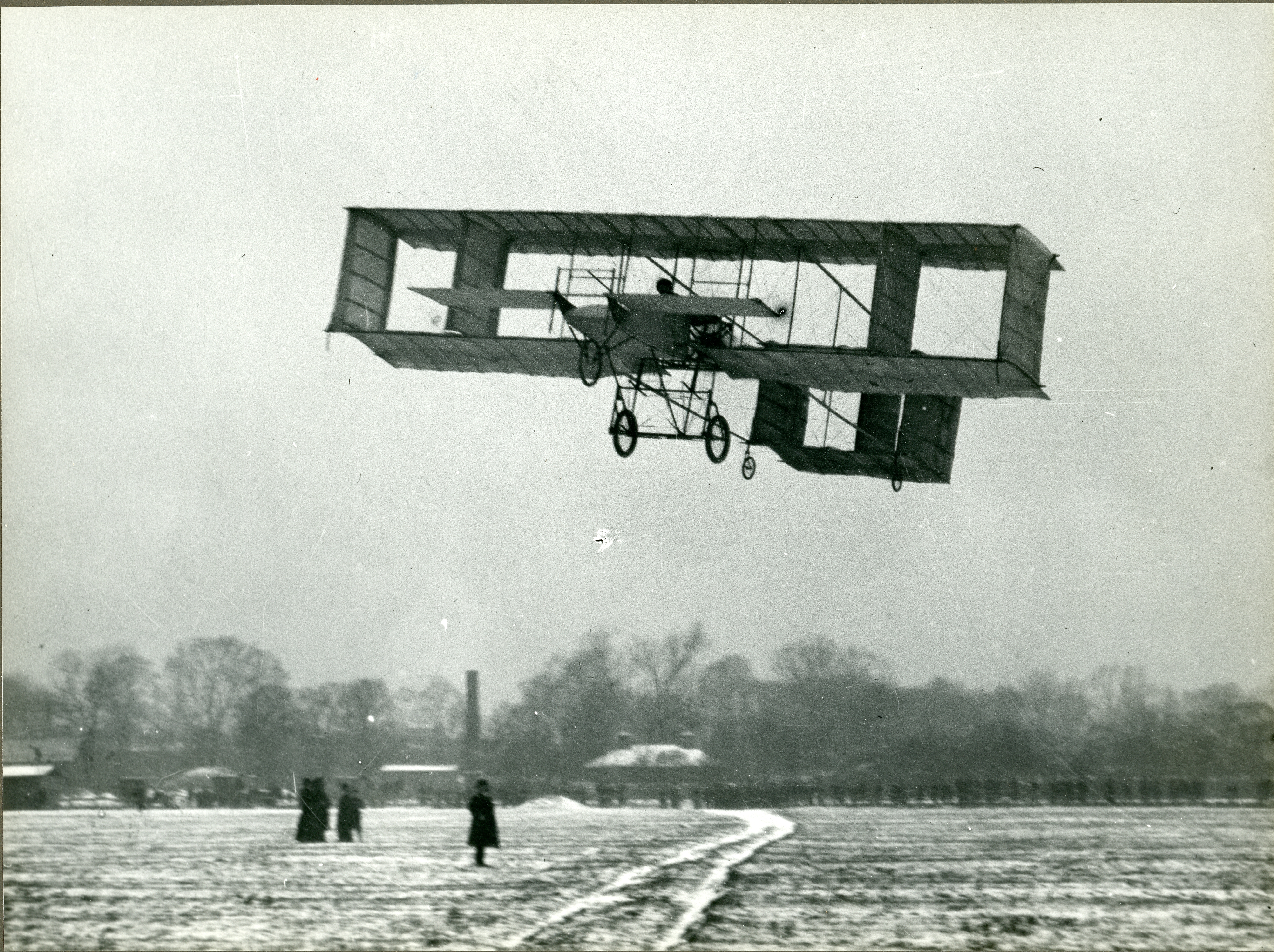
Fotografie dvojplošníku Voisin ve vzduchu. Pilotem je pravděpodobně Robert Svendsen, i když to nelze s jistotou potvrdit. 1910.
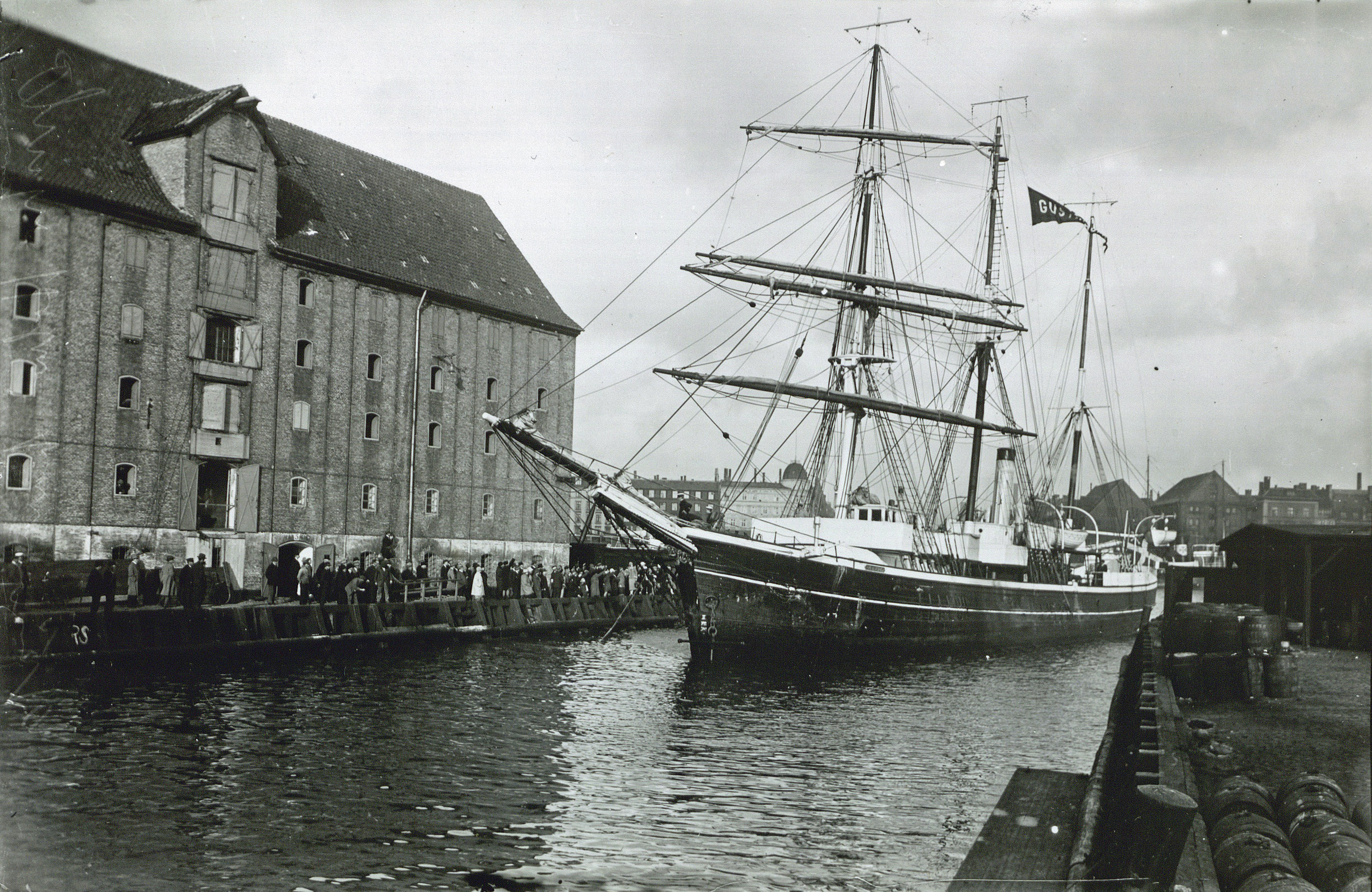
Loď „Gustav Holm“ z grónské expedice se vrací domů 22. září – pravděpodobně v roce 1925.